# Peter von Scholten
Peter Carl Frederik von Scholten, född 17 maj 1784 i Vestervig, död 26 januari 1854 i Altona, var en dansk officer och generalguvernör i Danska Västindien 1827–1848. Han är mest känd för att vara den som avskaffade slaveriet i Danska Västindien.
Von Scholten reste som ung till Danska Västindien tillsammans med sin far som var kommendant på St Thomas. Öarna ockuperades av England år 1807 och von Scholten hamnade en tid i England som krigsfånge. År 1808 återvände han till Danmark och sin militära karriär, blev adjutant till kung Frederik VI och så småningom kapten.
Peter von Scholten lämnade armén år 1814 och återvände till Danska Västindien där han blev vågmästare på St Thomas, avancerade till tullintendent och slutligen blev guvernör år 1823. Fyra år senare (1827) utnämndes han till fungerande generalguvernör för hela Danska Västindien och 1835 till ordinarie generalguvernör, i praktiken närmast envåldshärskare, över öarna. Han var inte alltid välsedd och plantageägare och rivaler initierade flera rättegångar mot honom. Detta medförde många resor mellan Västindien och Köpenhamn. Under kung Frederik 6:s regeringsperiod klarade han sig alltid helskinnad från detta, men det blev svårare när kung Christian VIII kom till makten år 1839.
Peter von Scholten gifte sig år 1810 med den 24-åriga Anna Elizabeth Thortsen och de fick efterhand 5 barn. Hustrun följde med till Västindien år 1814, men återvände till Danmark redan efter två år och vände aldrig tillbaka. På Saint Croix levde von Scholten under många år tillsammans med en fri färgad kvinna, Anna Elizabeth Heegaard. Relationen med henne anses ha påverkat hans syn på slaveriet.
Redan år 1829 föreslog Peter von Scholten, under ett besök i Köpenhamn, att de fria färgade skulle delas upp i två klasser varav den översta klassen skulle få samma rättigheter som de vita. Detta godkändes år 1830 av kung Frederik VI. Fyra år senare tog von Scholten upp ämnet igen och nu fick nästan alla fria färgade samma borgerliga rättigheter som de vita. Han införde skolor på Sankt Croix för slavarnas barn år 1839 och året efter försökte han att få plantageägarna att acceptera att slavarna skulle få en ledig dag i veckan och veckovis betalning, så att de så småningom skulle kunna köpa sig fria. De flesta plantageägare var motståndare till förslaget, men år 1843 tvingades de att göra lördagarna arbetsfria. År 1847 beslöt kung Christian VIII att slaveriet i Danska Västindien skulle avskaffas år 1859 och att alla barn som föddes av slavar skulle vara fria, något som både von Scholten, plantageägarna och slavarna själva var motståndare till.
Slavarna på Saint Croix, ledda av Moses Gottlieb (general Buddhoe), gjorde uppror år 1848 och detta ledde ledde till att von Sholten den 3 juli 1848, på eget initiativ, frigav alla slavar med de berömda orden ”Now you are free, you are hereby emancipated” enligt egen uppgift ”för att förhindra blodvite”. Plantageägarna blev rasande på honom och betecknade det som ett förräderi. De försökte att angripa slavarna, men fick snart ge upp inför övermakten.
Den 14 juli 1848, på dagen 21 år efter att han kom till Västindien, lämnade von Scholten Christiansted. Han återvände, sjuk och nedbruten, till Danmark där han år 1851, på initiativ från plantageägarna, ställdes inför en kommissionsdomstol för att ha frigivit slavarna utan regeringens godkännande. Peter von Scholten dömdes för for makt- och ämbetsmissbruk och fråntogs både sina titlar och sin pension. Ett år senare frikändes han dock av högsta domstolen (Højesteret) och fick behålla pensionen. Han tillbringade sina sista år hos sin dotter och svärson i Altona. Peter von Scholten är begravd i familjen Scholtens gravkapell på Assistens Kirkegård i  Köpenhamn.

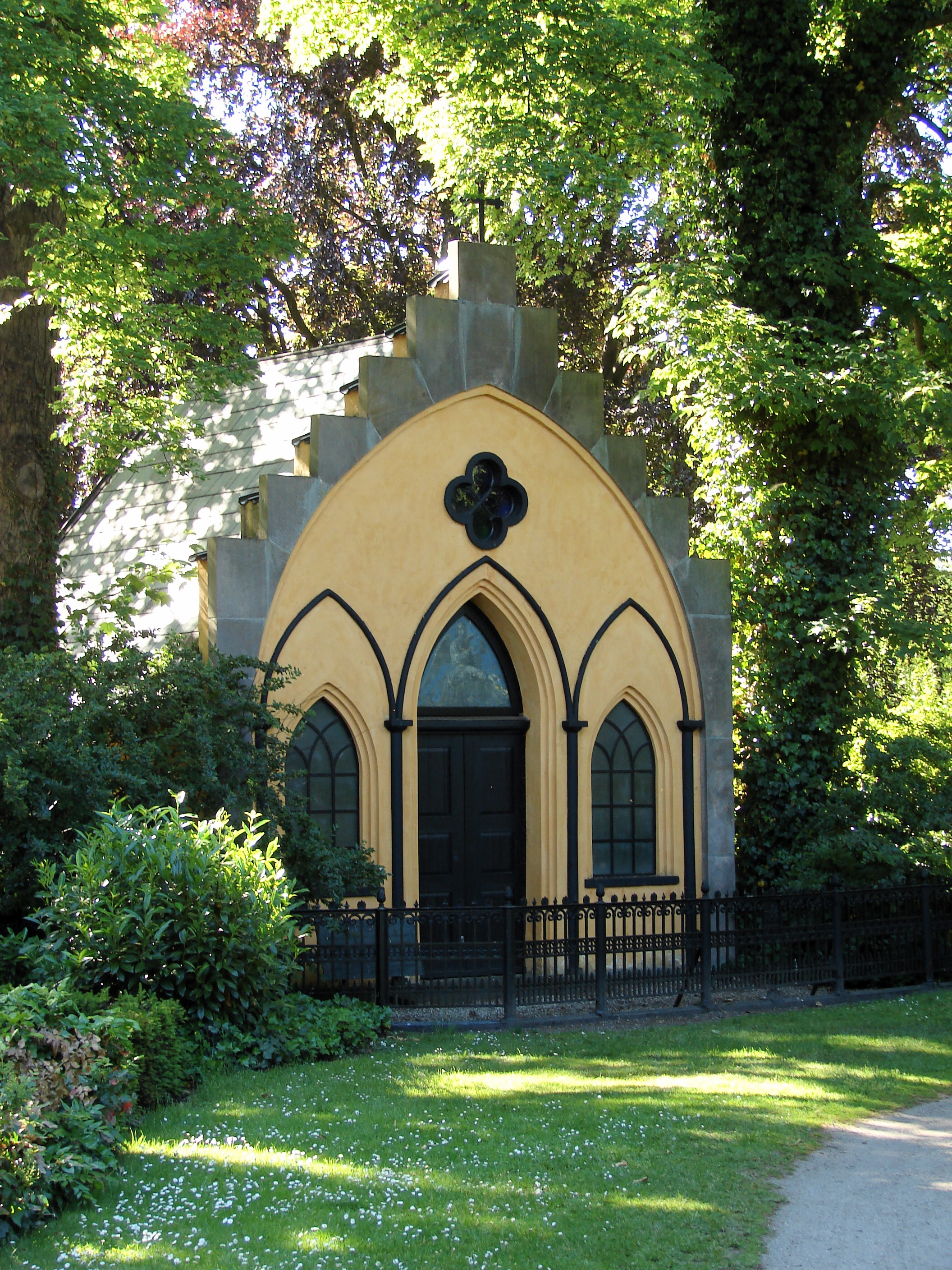
Familjen Scholtens gravkapell

## Film
Peter von Scholtens liv skildrades i en dansk film från 1987 med titeln ’’Peter von Scholten’’.

## Utmärkelser
- Riddare av Dannebrogorden,  1822[4]
- Dannebrogsmännens hederstecken,  1826[4]
- Kommendör av Dannebrogorden,  1828[4]
- Storkors av Dannebrogorden,  1836[4]

[Redigera Wikidata]